# Chiasmocleis anatipes
Espèce
Statut de conservation UICN

 LC  : Préoccupation mineure
Chiasmocleis anatipes est une espèce d'amphibiens de la famille des Microhylidae.

## Répartition
Cette espèce se rencontre entre 200 et 400 m d'altitude :
- en Équateur dans les provinces de Sucumbíos et de Napo ;
- au Pérou dans la région de Loreto.

Sa présence est incertaine en Colombie.

## Description
Chiasmocleis anatipes mesure environ 20 mm. Son dos varie du vert-olive au brun, avec ou sans taches dorées. Son ventre est blanc avec des marques brun foncé. Les têtards mesurent entre 30 et 33 mm dont 9 mm pour le corps. Leur coloration est fauve tirant sur le vert-olive dessus et blanc jaunâtre dessous.

## Étymologie
Le nom spécifique anatipes vient du latin anas, le canard, et de pes, le pied, en référence à la forte palmure des pieds de cette espèce qui lui donne l'air d'avoir des pieds de canard.

## Publication originale
- Walker & Duellman, 1974 : Description of a new Species of Microhylid Frog, Chiasmocleis, from Ecuador. Occasional papers of the Natural History Museum, the University of Kansas, vol. 26, p. 1-6 (texte intégral).